# 10050 Cielo Drive
10050 Cielo Drive (oggi 10066 Cielo Drive) era l'indirizzo di una villa situata presso il quartiere Benedict Canyon, sulle colline di Beverly Crest,  nella contea di Los Angeles, California.
È famosa per essere stata il luogo di cinque omicidi, perpetrati dalla Famiglia Manson. Venne progettata da Robert Byrd nel 1942 e completata nel 1944 per l'attrice francese Michèle Morgan.

## Descrizione
La costruzione, dello stile tipico delle campagne francesi, era sita su tre acri di terra (12.000 m²) alla fine di un vicolo cieco in Cielo Drive a Benedict Canyon, un'area a ovest di Hollywood tra le montagne di Santa Monica che dominano su Beverly Hills e Bel Air. La struttura su di un pendio si affacciava verso est e si distingueva per i camini in pietra, i soffitti luminosi, le vetrate, un soppalco sopra il soggiorno, una piscina, e una dépendance per gli ospiti.
Tra i suoi residenti vanno ricordati Cary Grant e sua moglie Dyan Cannon, Henry Fonda, Mark Lindsay, Terry Melcher (figlio di Doris Day) e la fidanzata, l'attrice Candice Bergen.

## Gli omicidi della "Famiglia Manson"
Nel febbraio 1969 Roman Polański e sua moglie Sharon Tate presero in affitto la casa dal produttore Rudi Altobelli, manager di star e in seguito co-produttore anche della serie televisiva Rhoda. Sei mesi dopo, il 9 agosto 1969, la casa divenne il luogo degli assassinii ad opera della "Famiglia" di Charles Manson. William Garretson, il custode che viveva nella dépendance dietro la casa principale non si accorse del massacro fino al mattino seguente, quando fu preso in custodia dai poliziotti arrivati sulla scena del crimine.

## Le vittime dell'eccidio
- Abigail Folger (nata a San Francisco il 11/08/1943), socialite e attivista per i diritti civili, fidanzata di Wojciech Frykowski[3].

- Wojciech Frykowski (nato a Łódź il 22/12/1936), attore polacco amico di Roman Polański[4].

- Steven Parent (nato a Contea di Los Angeles il 12/02/1951), venditore porta a porta che abitava a El Monte che si trovava per caso al 10050 Cielo Drive dal custode William Garretson[5].

- Jay Sebring (nato a Birmingham il 10/10/1933), parrucchiere di molte celebrità di fine anni '60 e proprietario di diversi saloni a San Francisco, New York e Londra[6].

- Sharon Tate (nata a Dallas il 24/01/1943), attrice e moglie del regista polacco naturalizzato francese Roman Polański. Era all'ottavo mese di gravidanza quando venne uccisa. Al feto mai nato venne dato il nome di Paul Richard Polanski[7].

## La residenza Trent Reznor ed il cambio di indirizzo
All'inizio degli anni novanta il musicista Trent Reznor dei Nine Inch Nails si trasferì nella casa, e vi costruì uno studio di registrazione, soprannominato Pig (a volte chiamato Le Pig) in riferimento al fatto che uno degli assassini scrisse la parola "PIG" con il sangue della Tate sulla porta anteriore della casa. Lo studio fu il luogo delle sessioni di registrazione dell'EP dei Nine Inch Nails Broken del 1992 e dell'album The Downward Spiral del 1994 come anche dell'album di debutto di Marilyn Manson del 1994 Portrait of an American Family, prodotto da Reznor.
Reznor lasciò la casa nel dicembre 1993, spiegando più tardi che «c'era troppa storia in quella casa perché riuscissi a gestirla.» Reznor prese la porta anteriore della casa e la portò con sé quando si trasferì, installandola come porta d'ingresso del suo studio discografico, il Nothing Studios, che ha sede a New Orleans.
Nel 1994 il proprietario Rudi Altobelli, che abitò nella casa 3 settimane dopo la strage e fino al 1989 (l'aveva acquistata nei primi anni '60 per 86.000$ e poi venduta per 1.600.000$) demolì la casa e la sostituì con una nuova magione chiamata Villa Bella con il nuovo indirizzo stradale di 10066 Cielo Drive. Il nuovo proprietario della casa è il produttore di Hollywood Jeff Franklin, e non ha riferito di nulla fuori dall'ordinario accaduto da quando vive nella proprietà. Altobelli in un'intervista disse sempre che in questa casa si sentiva "sicuro".